# معهد عموم الهند للنظافة والصحة العامة
معهد عموم الهند للنظافة والصحة العامة (بالانجليزية:All India Institute of Hygiene and Public Health)،اختصارا (AIIH & PH)
هو معهد هندي رائد للبحث والتدريب في مجال الصحة العامة والعلوم المرتبطة بها في كلكتا حيث يعمل تحت إشراف المدير العام للخدمات الصحية في نيودلهي ، لوزارة الصحة ورعاية الأسرة حكومة الهند ، وهو الآن تابع لجامعة غرب البنغال للعلوم الصحية ، التي تأسست في عام 2003 ، ولديه أيضًا مركز تدريب ريفي في سينغور ومركز تدريب حضري في شتلا .
وفي عام 1943 تم تطوير مراحيض البئر من قبل المعهد بالتعاون المشترك مع مؤسسة روكفلر. 

## التاريخ
تم تأسيس معهد عموم الهند للنظافة والصحة العامة بمساعدة مؤسسة روكفلر ، وتم افتتاحه من قبل السير جون أندرسون ، حاكم البنغال في 30 ديسمبر 1932 ، حيث يعتبر الكلية التأسيسية لجامعة كلكتا. منذ نشأتها ، حيث تتعاون الكلية مع كلية مدرسة كلكتا للطب الاستوائي ، و في عام 1953 ، تم اعتماد المعهد من قبل منظمة الصحة العالمية واليونيسيف كمركز تدريب دولي. أجرى المعهد أول مسح صحي قروي في الهند في 1944-1945 ، حيث تم إجراء مسح صحي عام لحوالي 1200 عائلة تضم 7000 فرد في غرب البنغال.
بعد الاستقلال ، تم رسم خطط التمديد في عام 1950 ، بتكلفة 90 لكحًا ، تم تقاسمها بالتساوي بين وزارة الصحة بالاتحاد وصندوق الأمم المتحدة الدولي لطوارئ الأطفال ، لبناء قسم صحة الطفل والأمومة في المعهد .
عام 1995 ، عالمة الصحة العامة الدكتور سمراجيت جانا من معهد عموم الهند للنظافة والصحة العامة للجنة دوربار ماهيلا سمانوايا، منظمة العاملين في مجال الجنس التي تعمل على الوقاية من فيروس نقص المناعة البشرية / الإيدز بين 65000 من العاملين في مجال الجنس ، وفي عام 2004 ،انضم المعهد إلى جامعة غرب البنغال للعلوم الصحية (WBUHS) المشكلة حديثًا.

## الأقسام
- الكيمياء الحيوية والتغذية
- علم الأوبئة
- التثقيف الصحي
- صحة الأم والطفل
- علم الاحياء المجهري
- صحة مهنية
- إدارة الصحة العامة
- تمريض الصحة العامة
- الصرف الصحي البيئي والهندسة الصحية
- الطب الوقائي والاجتماعي
- الإحصاء
- العلوم السلوكية

ويعد معهد عموم الهند للنظافة والصحة العامة واحد من المؤسسات التسع في الهند ، حيث يقدم دبلوم دراسات عليا في إدارة الصحة العامة ،بينما يقع الحرم الجامعي الرئيسي في شارع تشيتارانجان ، وفي عام 2011 أصبح حرم جامعته الثاني في مدينه سولت ليك ،كلكتا جاهزًا للعمل .

## أعضاء هيئة التدريس البارزة
- شيدامبارا شاندراسيكاران